# Boma jezik
Boma jezik (ISO 639-3: boh; boma kasai, buma, kiboma), nigersko-kongoanski jezik porodice bantu kojim govori 20 500 ljudi (2000) u provinciji Bandundu u Demokratskoj Republici Kongo.
Zajedno s jezicima ding [diz], mfinu [zmf], mpuono [zmp], tiene [tii] i yansi [yns] čini podskupinu yanzi (B.80), dio šire sjeverozapadne bantu skupine iz zone B.

## Vanjske poveznice
- Ethnologue (14th)
- Ethnologue (15th)